# فرودگاه مارک فارمز
فرودگاه مارک فارمز (به انگلیسی: Marek Farms Airport) یک فرودگاه خصوصی است که یک باند فرود چمن دارد و طول باند آن ۶۱۰ متر است. این فرودگاه در کشور کانادا قرار دارد و در ارتفاع ۷۴۶ متری از سطح دریا واقع شده‌است.